# Lola Le Lann
Lola Le Lann (9 de febrer de 1996) és una actriu i cantant francesa.
Lola Le Lann és filla del trompetista Éric Le Lann i de l'actriu i realitzadora Valérie Stroh. Va debutar en el cinema l'any 2015 en un dels papers principals del film Un moment d'égarement. Té una germana bessona de nom Hortense.

## Filmografia

### Cinema
- 2015: Un moment d'égarement de Jean-François Richet: Louna[2]
- 2018: Bluebird de Jérémie Guez: Clara
- 2019: Versus de François Valla: Léa

### Televisió
- 2018: Aux animaux la guerre d'Alain Tasma: Lydie Duruy

## Discografia

### Senzills
- 2019: «Lola à l'eau»
- 2020 : «Soleil»[3]

## Teatre
- 2019: Face à face d'Ingmar Bergman, dirigida per Léonard Matton, Théâtre de l'Atelier